# 대한민국의 지리적 표시
이 문서는 대한민국의 지리적 표시 농·임·수산물 목록이다.

## 농산물
| 호수 | 품명               | 등록일           | 소재지                | 비고             |
| ---- | ------------------ | ---------------- | --------------------- | ---------------- |
| 1    | 보성 녹차          | 2002년 1월 25일  | 전라남도 보성군       |                  |
| 2    | 하동 녹차          | 2003년 5월 2일   | 경상남도 하동군       |                  |
| 3    | 고창 복분자주      | 2004년 1월 15일  | 전북특별자치도 고창군 |                  |
| 4    | 서산 6쪽마늘       | 2005년 3월 5일   | 충청남도 서산시       | 등록 취소        |
| 5    | 영양 고춧가루      | 2005년 3월 5일   | 경상북도 영양군       |                  |
| 6    | 의성 마늘          | 2005년 7월 18일  | 경상북도 의성군       |                  |
| 7    | 괴산 고추          | 2005년 8월 25일  | 충청북도 괴산군       |                  |
| 8    | 순창 전통고추장    | 2005년 10월 14일 | 전북특별자치도 순창군 |                  |
| 9    | 괴산 고춧가루      | 2005년 11월 7일  | 충청북도 괴산군       |                  |
| 10   | 성주 참외          | 2005년 12월 1일  | 경상북도 성주군       |                  |
| 11   | 해남 겨울배추      | 2005년 12월 26일 | 전라남도 해남군       |                  |
| 12   | 이천 쌀            | 2005년 12월 26일 | 경기도 이천시         |                  |
| 13   | 철원 쌀            | 2005년 12월 26일 | 강원특별자치도 철원군 |                  |
| 14   | 고흥 유자          | 2006년 5월 8일   | 전라남도 고흥군       |                  |
| 15   | 홍천 찰옥수수      | 2006년 6월 5일   | 강원특별자치도 홍천군 |                  |
| 16   | 강화 약쑥          | 2006년 8월 7일   | 인천광역시 강화군     |                  |
| 17   | 횡성 한우고기      | 2006년 9월 11일  | 강원특별자치도 횡성군 |                  |
| 18   | 제주 돼지고기      | 2006년 9월 19일  | 제주특별자치도        |                  |
| 19   | 고려 홍삼          | 2006년 12월 7일  | 전국                  |                  |
| 20   | 고려 백삼          | 2006년 12월 7일  | 전국                  |                  |
| 21   | 고려 태극삼        | 2006년 12월 7일  | 전국                  |                  |
| 22   | 안동 포            | 2006년 12월 7일  | 경상북도 안동시       | 2012년 등록 취소 |
| 23   | 충주 사과          | 2006년 12월 11일 | 충청북도 충주시       |                  |
| 24   | 밀양 얼음골사과    | 2006년 12월 29일 | 경상남도 밀양시       |                  |
| 25   | 한산 모시          | 2006년 12월 29일 | 충청남도 서천군       |                  |
| 26   | 진도 홍주          | 2007년 1월 23일  | 전라남도 진도군       |                  |
| 27   | 정선 황기          | 2007년 1월 29일  | 강원특별자치도 정선군 |                  |
| 28   | 남해 마늘          | 2007년 5월 1일   | 경상남도 남해군       |                  |
| 29   | 단양 마늘          | 2007년 5월 4일   | 충청북도 단양군       |                  |
| 30   | 창녕 양파          | 2007년 6월 5일   | 경상남도 창녕군       |                  |
| 31   | 무안 양파          | 2007년 7월 2일   | 전라남도 무안군       |                  |
| 32   | 여주 쌀            | 2007년 7월 11일  | 경기도 여주시         |                  |
| 33   | 무안 백련차        | 2007년 7월 11일  | 전라남도 무안군       |                  |
| 34   | 청송 사과          | 2007년 8월 27일  | 경상북도 청송군       |                  |
| 35   | 고창 복분자        | 2007년 8월 27일  | 전북특별자치도 고창군 |                  |
| 36   | 광양 매실          | 2007년 8월 27일  | 전라남도 광양시       |                  |
| 37   | 정선 찰옥수수      | 2007년 8월 27일  | 강원특별자치도 정선군 |                  |
| 38   | 진부 당귀          | 2007년 10월 1일  | 강원특별자치도 평창군 |                  |
| 39   | 고려 수삼          | 2007년 12월 20일 | 전국                  |                  |
| 40   | 청양 고추          | 2007년 12월 20일 | 충청남도 청양군       |                  |
| 41   | 청양 고춧가루      | 2007년 12월 20일 | 충청남도 청양군       |                  |
| 42   | 해남 고구마        | 2008년 1월 30일  | 전라남도 해남군       |                  |
| 43   | 영암 무화과        | 2008년 1월 30일  | 전라남도 영암군       |                  |
| 44   | 여주 고구마        | 2008년 3월 5일   | 경기도 여주시         | 등록 취소        |
| 45   | 보성 삼베          | 2008년 3월 5일   | 전라남도 보성군       |                  |
| 46   | 함안 수박          | 2008년 4월 7일   | 경상남도 함안군       |                  |
| 47   | 고려 인삼제품      | 2008년 6월 16일  | 전국                  |                  |
| 48   | 고려 홍삼제품      | 2008년 6월 16일  | 전국                  |                  |
| 49   | 군산 찰쌀·보리쌀   | 2008년 7월 30일  | 전북특별자치도 군산시 |                  |
| 50   | 제주 녹차          | 2008년 10월 16일 | 제주특별자치도        |                  |
| 51   | 홍천 한우          | 2008년 10월 16일 | 강원특별자치도 홍천군 |                  |
| 52   | 영월 고추          | 2008년 12월 19일 | 강원특별자치도 영월군 |                  |
| 53   | 영천 포도          | 2009년 1월 22일  | 경상북도 영천시       |                  |
| 54   | 영주 사과          | 2009년 1월 22일  | 경상북도 영주시       |                  |
| 55   | 서생 간절곶 배     | 2009년 3월 27일  | 울산광역시 울주군     |                  |
| 56   | 무주 사과          | 2009년 4월 3일   | 전북특별자치도 무주군 |                  |
| 57   | 함평 한우          | 2009년 9월 14일  | 전라남도 함평군       |                  |
| 58   | 삼척 마늘          | 2009년 9월 14일  | 강원특별자치도 삼척시 |                  |
| 59   | 김천 자두          | 2009년 12월 17일 | 경상북도 김천시       |                  |
| 60   | 영동 포도          | 2009년 12월 17일 | 충청북도 영동군       |                  |
| 61   | 진도 대파          | 2010년 3월 2일   | 전라남도 진도군       |                  |
| 62   | 김천 포도          | 2010년 3월 2일   | 경상북도 김천시       |                  |
| 63   | 원주 치악산 복숭아 | 2010년 3월 25일  | 강원특별자치도 원주시 |                  |
| 64   | 영월 고춧가루      | 2010년 3월 25일  | 강원특별자치도 영월군 |                  |
| 65   | 영광 찰쌀·보리쌀   | 2010년 3월 25일  | 전라남도 영광군       |                  |
| 66   | 예산 사과          | 2010년 3월 25일  | 충청남도 예산군       |                  |
| 67   | 여수 돌산 갓       | 2010년 7월 12일  | 전라남도 여수시       |                  |
| 68   | 여수 돌산 갓김치   | 2010년 7월 12일  | 전라남도 여수시       |                  |
| 69   | 청도 한재미나리    | 2010년 8월 24일  | 경상북도 청도군       |                  |
| 70   | 담양 딸기          | 2010년 11월 8일  | 전라남도 담양군       |                  |
| 71   | 보성 웅치 올벼쌀   | 2010년 11월 8일  | 전라남도 보성군       |                  |
| 72   | 사천 풋마늘        | 2010년 11월 8일  | 경상남도 사천시       |                  |
| 73   | 고령 수박          | 2011년 3월 2일   | 경상북도 고령군       |                  |
| 74   | 의령 망개떡        | 2011년 3월 2일   | 경상남도 의령군       |                  |
| 75   | 강릉 한과          | 2011년 5월 4일   | 강원특별자치도 강릉시 |                  |
| 76   | 금산 깻잎          | 2011년 5월 4일   | 충청남도 금산군       |                  |
| 77   | 괴산 찰옥수수      | 2011년 5월 4일   | 충청북도 괴산군       |                  |
| 78   | 인제 콩            | 2011년 7월 11일  | 강원특별자치도 인제군 |                  |
| 79   | 김포 쌀            | 2011년 7월 11일  | 경기도 김포시         |                  |
| 80   | 영광 한우          | 2011년 12월 26일 | 전라남도 영광군       |                  |
| 81   | 나주 배            | 2012년 3월 5일   | 전라남도 나주시       |                  |
| 82   | 창녕 마늘          | 2012년 3월 5일   | 경상남도 창녕군       |                  |
| 83   | 고흥 한우          | 2012년 4월 10일  | 전라남도 고흥군       |                  |
| 84   | 진도 검정쌀        | 2012년 4월 10일  | 전라남도 진도군       |                  |
| 85   | 거문도 쑥          | 2012년 7월 30일  | 전라남도 여수시       |                  |
| 86   | 부산 대저 토마토   | 2012년 9월 24일  | 부산광역시 강서구     |                  |
| 87   | 안성 배            | 2013년 2월 7일   | 경기도 안성시         |                  |
| 88   | 진영 단감          | 2013년 8월 27일  | 경상남도 김해시       |                  |
| 89   | 서산 팔봉산 감자   | 2013년 11월 13일 | 충청남도 서산시       |                  |
| 90   | 영광 고추          | 2013년 12월 10일 | 전라남도 영광군       |                  |
| 91   | 영광 고춧가루      | 2013년 12월 10일 | 전라남도 영광군       |                  |
| 92   | 천안 배            | 2013년 12월 10일 | 충청남도 천안시       |                  |
| 93   | 고령 감자          | 2013년 12월 10일 | 경상북도 고령군       |                  |
| 94   | 고흥 석류          | 2014년 2월 6일   | 전라남도 고흥군       |                  |
| 95   | 진도 울금          | 2014년 5월 7일   | 전라남도 진도군       |                  |
| 96   | 포항 시금치        | 2014년 12월 30일 | 경상북도 포항시       |                  |
| 97   | 군산 쌀            | 2015년 3월 30일  | 전북특별자치도 군산시 |                  |
| 98   | 안성 쌀            | 2015년 3월 30일  | 경기도 안성시         |                  |
| 99   | 고흥 마늘          | 2015년 3월 30일  | 전라남도 고흥군       |                  |
| 100  | 제주 한라봉        | 2015년 7월 8일   | 제주특별자치도        |                  |
| 101  | 안성 한우          | 2016년 2월 12일  | 경기도 안성시         |                  |
| 102  | 고려 흑삼          | 2016년 2월 12일  | 전국                  |                  |
| 103  | 고려 흑삼제품      | 2016년 6월 22일  | 전국                  |                  |
| 104  | 영광 모싯잎송편    | 2017년 5월 11일  | 전라남도 영광군       |                  |
| 105  | 기장 쪽파          | 2018년 3월 19일  | 부산광역시 기장군     |                  |
| 106  | 태안 달래          | 2018년 5월 29일  | 충청남도 태안군       |                  |
| 107  | 부안 오디          | 2019년 9월 17일  | 전북특별자치도 부안군 |                  |
| 108  | 곡성 토란          | 2019년 9월 17일  | 전라남도 곡성군       |                  |
| 109  | 양구 시래기        | 2020년 2월 2일   | 강원특별자치도 양구군 |                  |
| 110  | 서천 한산 소곡주   | 2021년 9월 13일  | 충청남도 서천군       |                  |
| 111  | 보성 키위          | 2022년 11월 7일  | 전라남도 보성군       |                  |
| 112  | 곡성 멜론          | 2022년 11월 7일  | 전라남도 곡성군       |                  |
| 113  | 청송 사과          | 2023년 5월 15일  | 경상북도 청송군       |                  |
| 114  | 예천 참기름        | 2024년 3월 25일  | 경상북도 예천군       |                  |
| 115  | 일산 열무          | 2024년 4월 2일   | 경기도 고양시         |                  |

## 임산물
| 호수 | 품명                    | 등록일           | 소재지                                                                      | 비고      |
| ---- | ----------------------- | ---------------- | --------------------------------------------------------------------------- | --------- |
| 1    | 양양 송이               | 2006년 3월 27일  | 강원특별자치도 양양군                                                       |           |
| 2    | 장흥 표고버섯           | 2006년 5월 16일  | 전라남도 장흥군                                                             |           |
| 3    | 산청 곶감               | 2006년 6월 9일   | 경상남도 산청군                                                             |           |
| 4    | 정안 밤                 | 2006년 9월 15일  | 충청남도 공주시                                                             |           |
| 5    | 울릉도 삼나물           | 2006년 12월 15일 | 경상북도 울릉군                                                             |           |
| 6    | 울릉도 미역취           | 2006년 12월 15일 | 경상북도 울릉군                                                             |           |
| 7    | 울릉도 참고비           | 2006년 12월 15일 | 경상북도 울릉군                                                             |           |
| 8    | 울릉도 부지갱이         | 2006년 12월 15일 | 경상북도 울릉군                                                             |           |
| 9    | 경산 대추               | 2007년 1월 3일   | 경상북도 경산시                                                             |           |
| 10   | 봉화 송이               | 2007년 1월 3일   | 경상북도 봉화군                                                             |           |
| 11   | 청양 구기자             | 2007년 2월 1일   | 충청남도 청양군                                                             |           |
| 12   | 상주 곶감               | 2007년 6월 12일  | 경상북도 상주시                                                             |           |
| 13   | 창선 고사리             | 2007년 7월 16일  | 경상남도 남해군                                                             |           |
| 14   | 영덕 송이               | 2008년 2월 13일  | 경상북도 영덕군                                                             |           |
| 15   | 구례 산수유             | 2008년 3월 12일  | 전라남도 구례군                                                             |           |
| 16   | 광양 백운산 고로쇠 수액 | 2008년 8월 13일  | 전라남도 광양시                                                             |           |
| 17   | 영암 대봉감             | 2008년 11월 25일 | 전라남도 영암군                                                             |           |
| 18   | 천안 호두               | 2008년 12월 23일 | 충청남도 천안시                                                             |           |
| 19   | 문경 오미자             | 2009년 1월 28일  | 경상북도 문경시                                                             |           |
| 20   | 무주 머루               | 2009년 1월 28일  | 전북특별자치도 무주군                                                       |           |
| 21   | 울진 송이               | 2009년 4월 21일  | 경상북도 울진군                                                             |           |
| 22   | 횡성 더덕               | 2009년 5월 12일  | 강원특별자치도 횡성군                                                       |           |
| 23   | 악양 대봉감             | 2009년 5월 12일  | 경상남도 하동군                                                             | 등록 취소 |
| 24   | 영동 곶감               | 2009년 6월 23일  | 충청북도 영동군                                                             |           |
| 25   | 가평 잣                 | 2009년 6월 23일  | 경기도 가평군                                                               |           |
| 26   | 홍천 잣                 | 2009년 11월 17일 | 강원특별자치도 홍천군                                                       |           |
| 27   | 보은 대추               | 2010년 3월 10일  | 충청북도 보은군                                                             |           |
| 28   | 청도 반시               | 2010년 3월 10일  | 경상북도 청도군                                                             |           |
| 29   | 정선 곤드레             | 2010년 4월 5일   | 강원특별자치도 정선군                                                       |           |
| 30   | 거제 맹종죽순           | 2010년 9월 8일   | 경상남도 거제시                                                             |           |
| 31   | 태백 곰취               | 2010년 11월 22일 | 강원특별자치도 태백시                                                       |           |
| 32   | 인제 곰취               | 2010년 11월 22일 | 강원특별자치도 인제군                                                       | 등록 취소 |
| 33   | 덕유산 고로쇠 수액      | 2011년 2월 7일   | 전북특별자치도 무주군 전북특별자치도 장수군 경상남도 함양군 경상남도 거창군 |           |
| 34   | 진도 구기자             | 2011년 3월 2일   | 전라남도 진도군                                                             |           |
| 35   | 횡성 참숯               | 2011년 3월 2일   | 강원특별자치도 횡성군                                                       | 등록 취소 |
| 36   | 담양 죽순               | 2011년 3월 2일   | 전라남도 담양군                                                             |           |
| 37   | 무주 머루와인           | 2011년 4월 25일  | 전북특별자치도 무주군                                                       |           |
| 38   | 충주 밤                 | 2011년 4월 25일  | 충청북도 충주시                                                             |           |
| 39   | 함양 곶감               | 2011년 8월 1일   | 경상남도 함양군                                                             |           |
| 40   | 울릉 고로쇠 수액        | 2012년 3월 1일   | 경상북도 울릉군                                                             |           |
| 41   | 강릉 개두릅             | 2012년 3월 1일   | 강원특별자치도 강릉시                                                       |           |
| 42   | 화순 작약               | 2012년 4월 6일   | 전라남도 화순군                                                             |           |
| 43   | 화순 목단               | 2012년 4월 6일   | 전라남도 화순군                                                             |           |
| 44   | 원주 옻 칠액            | 2012년 6월 26일  | 강원특별자치도 원주시                                                       |           |
| 45   | 무주 천마               | 2013년 1월 7일   | 전북특별자치도 무주군                                                       |           |
| 46   | 홍천 명이               | 2013년 11월 18일 | 강원특별자치도 홍천군                                                       |           |
| 47   | 청양 표고               | 2014년 2월 10일  | 충청남도 청양군                                                             |           |
| 48   | 청양 밤                 | 2014년 2월 10일  | 충청남도 청양군                                                             |           |
| 49   | 무주 호두               | 2014년 2월 10일  | 전북특별자치도 무주군                                                       |           |
| 50   | 인제 고로쇠 수액        | 2014년 10월 21일 | 강원특별자치도 인제군                                                       |           |
| 51   | 영월 곤드레             | 2014년 10월 21일 | 강원특별자치도 영월군                                                       |           |
| 52   | 장수 오미자             | 2015년 12월 15일 | 전북특별자치도 장수군                                                       |           |
| 53   | 부여 표고               | 2016년 9월 5일   | 충청남도 부여군                                                             |           |
| 54   | 무주 오미자             | 2017년 1월 11일  | 전북특별자치도 무주군                                                       |           |
| 55   | 평창 산양삼             | 2017년 6월 28일  | 강원특별자치도 평창군                                                       |           |
| 56   | 밀양 대추               | 2018년 3월 2일   | 경상남도 밀양시                                                             |           |
| 57   | 인제 오미자             | 2020년 8월 2일   | 강원특별자치도 인제군                                                       |           |
| 58   | 함양 산양삼             | 2021년 9월 1일   | 경상남도 함양군                                                             |           |
| 59   | 김천 호두               | 2022년 2월 7일   | 경상북도 김천시                                                             |           |
| 60   | 제주 고사리             | 2022년 12월 15일 | 제주특별자치도                                                              |           |
| 61   | 해남 황칠나무           | 2023년 5월 30일  | 전라남도 해남군                                                             |           |
| 62   | 청도 감말랭이           | 2024년 4월 9일   | 경상북도 청도군                                                             |           |

## 수산물
| 호수 | 품명              | 등록일           | 소재지                | 비고      |
| ---- | ----------------- | ---------------- | --------------------- | --------- |
| 1    | 보성 벌교 꼬막    | 2009년 2월 25일  | 전라남도 보성군       |           |
| 2    | 완도 전복         | 2009년 2월 25일  | 전라남도 완도군       |           |
| 3    | 완도 미역         | 2009년 2월 25일  | 전라남도 완도군       |           |
| 4    | 완도 다시마       | 2009년 2월 25일  | 전라남도 완도군       |           |
| 5    | 기장 미역         | 2009년 2월 25일  | 부산광역시 기장군     |           |
| 6    | 기장 다시마       | 2009년 2월 25일  | 부산광역시 기장군     |           |
| 7    | 장흥 키조개       | 2009년 2월 25일  | 전라남도 장흥군       |           |
| 8    | 완도 김           | 2010년 8월 20일  | 전라남도 완도군       |           |
| 9    | 완도 넙치         | 2010년 8월 20일  | 전라남도 완도군       |           |
| 10   | 장흥 김           | 2011년 1월 18일  | 전라남도 장흥군       |           |
| 11   | 장흥 매생이       | 2011년 5월 13일  | 전라남도 장흥군       |           |
| 12   | 여수 굴           | 2012년 2월 29일  | 전라남도 여수시       |           |
| 13   | 남원 미꾸라지     | 2012년 8월 27일  | 전북특별자치도 남원시 |           |
| 14   | 고흥 미역         | 2012년 8월 27일  | 전라남도 고흥군       |           |
| 15   | 고흥 다시마       | 2012년 8월 27일  | 전라남도 고흥군       |           |
| 16   | 진동 미더덕       | 2013년 9월 26일  | 경상남도 창원시       |           |
| 17   | 신안 김           | 2014년 2월 21일  | 전라남도 신안군       |           |
| 18   | 해남 김           | 2014년 2월 21일  | 전라남도 해남군       |           |
| 19   | 광천 김           | 2014년 2월 21일  | 충청남도 보령시       | 등록 취소 |
| 20   | 여자만 새고막     | 2014년 9월 29일  | 전라남도 여수시       |           |
| 21   | 고흥 김           | 2015년 5월 18일  | 전라남도 고흥군       |           |
| 22   | 고흥 굴           | 2016년 4월 1일   | 전라남도 고흥군       |           |
| 23   | 평창 송어         | 2017년 2월 1일   | 강원특별자치도 평창군 |           |
| 24   | 진도 전복         | 2017년 2월 1일   | 전라남도 진도군       |           |
| 25   | 순천만 가리맛조개 | 2018년 1월 16일  | 전라남도 순천시       |           |
| 26   | 신안 전복         | 2018년 10월 26일 | 전라남도 신안군       |           |
| 27   | 신안 건우럭       | 2021년 12월 8일  | 전라남도 신안군       |           |

## 같이 보기
- 국립농산물품질관리원
- 국립수산물품질관리원
- 지리적 표시